# Onega, Arhanghelsk
Onega (ru. Онега) este un oraș din Regiunea Arhanghelsk, Federația Rusă și are o populație de 23.430 locuitori. Port la un golf al Mării Albe.